# Europic Ferry
Die Europic Ferry war ein 1968 in Dienst gestelltes RoRo-Schiff der britischen Reederei Atlantic Steam Navigation Company, die unter diesem Namen bis 1992 auf verschiedenen Routen im Einsatz stand. 1993 ging das Schiff nach Griechenland, wo ein Umbau zur Fähre erfolgte. 2002 wurde es ausgemustert und 2005 im indischen Alang abgewrackt.

## Geschichte
Die im April 1966 in Auftrag gegebene Europic Ferry entstand unter der Baunummer 2025 in der Werft von Swan Hunter in Newcastle upon Tyne und lief am 3. Oktober 1967 vom Stapel. Nach der Ablieferung an die Atlantic Steam Navigation Company in London am 29. Dezember 1967 nahm das Schiff am 18. Januar 1968 den Dienst zwischen Felixstowe und Europoort auf.
Im November 1971 ging die Atlantic Steam Navigation Company in den Besitz der European Ferries Group über und wurde aufgelöst. Die Schiffe der Reederei, darunter auch die Europic Ferry, standen fortan für Townsend Thoresen im Einsatz. 1981 wechselte die Europic Ferry auf die Strecke von Southampton nach Le Havre. Ab April 1982 diente das Schiff als Transporter im Falklandkrieg, ehe es im August 1982 in den zivilen Dienst zurückkehrte. Seit Dezember 1982 fuhr die Europic Ferry wieder zwischen Felixstowe und Europoort, im März 1983 wechselte sie auf die Route von Cairnryan nach Larne.
Nach der Auflösung von Townsend Thoresen 1987 wurde die Europic Ferry von P&O European Ferries bereedert, im März 1992 erhielt sie den neuen Namen European Freighter. Ab April 1993 war das Schiff kurzzeitig aufgelegt.
Im selben Monat ging die Europic Ferry in den Besitz der Med Link Line über und erhielt den Namen Afrodite II, um im selben Jahr unter der Flagge Zyperns zwischen Patras und Brindisi eingesetzt zu werden. 1994 wurde das Schiff zur Fähre mit Kapazität von bis zu 500 Personen (später 627 Personen) umgebaut. Am 24. Juli 1997 lief es vor Igoumenitsa auf Grund und musste zur Reparatur nach Piräus gebracht werden. Ab Oktober 2002 lag die Afrodite II auf.
Nach über einem Jahr Liegezeit kaufte Marwan Shipping & Trading mit Sitz auf den Komoren das Schiff und benannte es in Ajman Glory um. Zu einer erneuten Indienststellung kam es jedoch nicht. Ab April 2004 stand die Fähre unter der Flagge Jordaniens, am 1. Februar 2005 traf sie zum Abbruch im indischen Alang ein.